# Radio Keizerstad
Radio Keizerstad was vanaf september 1982 een veelbeluisterde radiopiraat naast Delta Radio en Radio Totaal die in grote delen van Gelderland, Noord-Brabant en Limburg te beluisteren was.  Radio Keizerstad had haar studio en zond toen uit vanuit een flat in de wijk Dukenburg/Lankforst te Nijmegen.

## Uitzendingen
De antenne stond op het dak van een flat aan de Lankforst 53e straat. De live studio was in een flatwoning op de twaalfde verdieping, de radiozender was geplaatst in de liftschacht. Het platenarchief en de productiestudio waren gevestigd in hetzelfde gebouw in een flatwoning op de zevende verdieping. De uitzendingen waren eerst op 95,5 MHz, later op 95,8 MHz en ten slotte op 91,1 MHz te beluisteren.

## Illegaal
In 1982 startte Radio Keizerstad met haar uitzendingen. In eerste instantie in het weekend, later in november 1983 iedere dag van 07.00 tot 19.00 uur en uiteindelijk in 1984 24 uur per dag.  
Radio Keizerstad werd net als andere radiopiraten vele malen door de radiocontroledienst uit de lucht gehaald, soms enkele malen per dag. Telkens slaagde de radiopiraat er in om weer snel na een inval in de ether te zijn. In het najaar van 1985 besloot Radio Keizerstad om net als Radio Delta en Radio Totaal ook te stoppen met de uitzendingen vanwege te verwachten problemen met de belastingdienst.

### Herstart
In begin 1986 maakte Radio Keizerstad een herstart nadat een manier gevonden was om de reclame inkomsten op een voor de fiscus verantwoorde wijze te laten verwerken. Vervolgens bleek in de loop van 1987 dat de overheid een andere manier vond om de radiopiraten in Nederland structureel aan te pakken. Het wetsartikel 140 bood de overheid mogelijkheden om de radiopiraat te bestempelen als een organisatie die misdrijven pleegt tegen de openbare orde.
Hierdoor werd het mogelijk om de medewerkers van de radiopiraten daadwerkelijk te vervolgen. 
De overheid voerde de druk vanaf de zomer van 1989 verder op, zodanig dat de medewerkers van Radio Keizerstad besloten om op 5 november 1989 definitief te stoppen met de uitzendingen.

## Legaal
In april 1990 maakte Radio Keizerstad een doorstart als publieke streekomroep vanuit Elst bij Nijmegen. Ruim 9 jaar later, in oktober 1999, kreeg Radio Keizerstad een licentie als niet landelijke commerciële omroep en stopte het als publieke streekomroep. Het radiostation was in grote delen van Gelderland zowel in de ether als via de kabel op verschillende frequenties te ontvangen.
Vanaf 2008 werkte Radio Keizerstad samen met RadioNL uit Sneek en werden programma's van deze Nederlandstalige muziekzender uitgezonden via de zenders in Apeldoorn (94,0 MHz) en Ede (96,0 MHz).

## Einde
Op 16 september 2011 zijn de radioprogramma's van Keizerstad via de FM-band gestopt. De uitzendingen werden via de zenders van Keizerstad FM overgenomen door Radio Oranje Nationaal. Sinds het stoppen van Radio Oranje Nationaal in 2013 zijn tot op de dag van vandaag op alle frequenties van het voormalige Keizerstad FM de programma's van RadioNL te horen.

## Internetstation
Op 15 september 2011 werd bekend dat Keizerstad verdergaat als internetstation met muziek uit de jaren 80, met de slogan "No Ads - No Talk - Feel The Music!"
Op 23 maart 2012 is het internetstation uitgebreid met een tweede stream: Keizerstad Hits.
Op 8 november 2012 is het internetstation uitgebreid met een derde stream: Keizerstad NL